# Dominique Goubelle
 (octobre 2018).
Dominique Goubelle est un dessinateur de presse, caricaturiste et illustrateur français né en 1969.

## Biographie
Dominique Goubelle, né le 22 juillet 1969 est originaire, et habite dans le Pas-de-Calais,.
Jusqu'aux début des années 2000, il travaille au service communication d'une municipalité, puis envoie ses dessins à des journaux. Son premier dessin est publié par le magazine Marianne, puis les commandes de dessins lui permettent d'arrêter son travail à la mairie.
Ses dessins sont publiés dans plusieurs magazines, journaux et maisons d’édition. Il collabore également avec des agences de communication spécialisée pour des entreprises comme Ministère des Affaires sociales, MAIF, Danone, OCDE, Mutualité française, Viva Presse, INRS, Siemens, Parc de la Vanoise, CNAV, Mutuelle Nationale Territoriale, Communauté d’Agglo du Pays Voironnais, Communauté d’Agglo d’Auxerre,….
Il sera encore amené à réaliser des animations de dessin humoristique en direct lors de colloques et autres animations événementiels pour les Assises de l’Énergie, Siemens, Lyonnaise des Eaux, Congrès Gdf-suez, AFNOR, le Cap’Com Forum de la Communication Territoriale,le Syndicat de l’Industrie des Mines, Paprec, Groupe Pictime[réf. nécessaire]…
Dessinateur des pages d'actu de La Charente Libre,, Dominique publie également dans La Mèche, Siné Hebdo, Marianne, Psikopat, Le Moniteur des Pharmacies, Témoignage Chrétien, Les Dernières Nouvelles d’Alsace, Bakchich Info…
Ses dessins ont également été publiés dans Le Point,, Auto-Journal, Spirou, Que Choisir, 60 Millions de Consommateurs, La Lettre du Cadre Territorial, L’Actu, Le Magazine des Livres,, Rue 89. Il travaille durant plusieurs années pour le magazine VSD, et a sa rubrique quotidienne « Dessine-moi l'actu ».
Il a illustré divers ouvrages et livres scolaires aux Éditions Hachette, Nathan, Magnard Territorial et les Éditions Jet d’Encre.
Il fait une illustration dans Elle, pour l'anniversaire de l'attaque contre Charlie-Hebdo

## Œuvres

### Dessins de presse
- Pour VSD : rubrique quotidienne « Dessine-moi l'actu »[3] depuis 2010.
- Pour l'émission télévisée 28 minutes sur Arte[3]
- Pour Rue89 : Rubrique « Goubelle s'en mêle »[6].
- Humeur des humoristes : 281 dessins de presse[réf. nécessaire].
- Macadam, journal de rue et d'insertion des sans abris : illustrateur membre de l'équipe de rédaction.
- Le Point, Editorial cartoonist depuis le 22 novembre 2017 jusqu’à aujourd’hui.
- Charente Libre, Editorial cartoonist.

### Albums publiés
- 2008 : Gribouillages d’Actu : son premier recueil de dessins, paru en octobre aux éditions Jets d’Encre[11]. 184 pages. Album broché / Format : 14 x 20.  (ISBN 978-2-35485-050-0).
- 2014 : L’Almanach des Grosses Têtes 2014 - 2015
- 2018 : Le Strat'Ego : Les meilleures et les pires pratiques de marketing personnel de Yannick Chatelain (textes) et Dominique Goubelle (illustrations), Editions Pearson, Collection Village mondial. Livre broché / Format : 14,5 x 20.  (ISBN 978-2-74406-701-3).

### Expositions de ses dessins
- Au Ministère des Affaires Sociales[13]
- 2016 : Exposition de dessins de presse Vivre la France ensemble à Marseille du lundi 14 novembre au mercredi 23 novembre[14].
- 2017 : au 8e Bastogne International Press Cartoon, Festival International de la caricature, du dessin de presse et d'humour, Hall sportif et culturel Rox - Harnoncourt (belgique). Invité d’honneur : Goubelle, dessinateur pour VSD[15].

## Prix
- 2005 : Prix du Public - Festival du Dessin de Presse de Tourcoing[16]
- 2007 : Prix du Président - 11e Festival du dessin d’humour et de presse de Louvier qui se tenait en avril (Festival disparu depuis…)
- 2006 : Prix National du concours artistique du CNAS (remise des prix en juin)
- 2009 : 1er Prix International Cartoonist Contest - Tourcoing.